# 平南羌族乡
平南羌族乡，是中华人民共和国四川省绵阳市平武县曾经下辖的一个民族乡。2019年12月，撤销平南羌族乡和平通镇，设立平通羌族乡。

## 行政区划
平南羌族乡撤銷前下辖以下地区：
新桥村、华光村、新民村、双沟村和龙治村。